# Mabahissaster
Mabahissaster is een geslacht van zeesterren uit de familie Goniasteridae.				

## Soort
- Mabahissaster zengi Macan, 1938